# Ghita Barck
Gunvor Marghita "Ghita" Barck, född 23 augusti 1926, död 12 februari 2006, var en finländsk redaktör, dramaturg och regissör. Hon arbetade bland annat som litteraturredaktör och regissör på Rundradion, som dramaturg på Svenska Teatern och som litteraturchef vid Holger Schildts förlag. Hon var gift med P. O. Barck.
Ghita Barck har skrivit Boken om Mirjam: Mirjam Irene Tuominen i liv och dikt som utkom 1983. Barck har också skrivit om Henry Parlands författarskap och dramatiserat Anni Blomqvists böcker om Stormskärs Maja för radio.